# Tracheplexia altitudinis
Tracheplexia altitudinis là một loài bướm đêm trong họ Noctuidae.